# Nennigkofen
Nennigkofen est une localité et une ancienne commune suisse du canton de Soleure, située dans le district de Bucheggberg. 

## Histoire

Vue aérienne (1970)

La commune a fusionné le 1er janvier 2013 avec Lüsslingen pour former celle de Lüsslingen-Nennigkofen.